# Petrus Stuyvesant

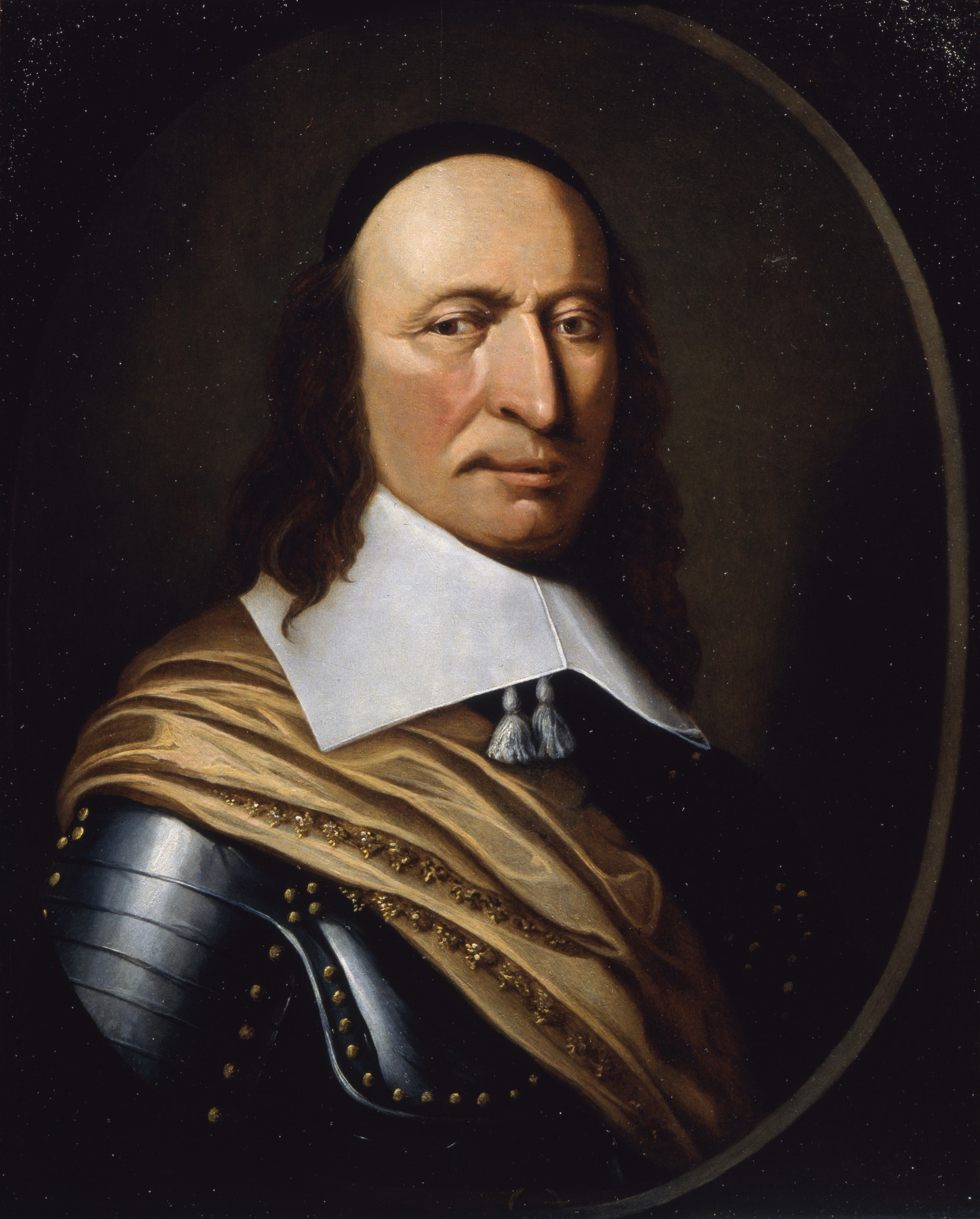
Petrus Stuyvesant, Ölgemälde eines unbekannten Künstlers, Hendrick Couturier zugeschrieben, um 1660

Petrus Stuyvesant (engl. Peter, niederl. Peter oder Pieter; * 1612 in Peperga, Friesland, Niederlande; † 1672 in New York) war ab 1643 Gouverneur von Curaçao und ab 1647 Generaldirektor der von der Niederländischen Westindien-Kompanie (W.I.C.) verwalteten Kolonie Nieuw Nederland, bevor diese 1664 von England in Besitz genommen wurde.

## Leben und Werk

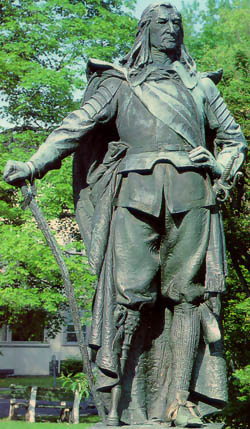
Denkmal für Petrus Stuyvesant

### Herkunft, Eintritt in die Westindien-Kompanie
Stuyvesant wurde 1612 als Sohn eines calvinistischen Geistlichen in der Provinz Friesland (Niederlande) geboren. Er begann seine Karriere ungefähr im Jahr 1632 in der Niederländischen Westindien-Kompanie.

### Gouverneur in Westindien
Im Jahr 1643 wurde er von der Niederländischen Westindien-Kompanie zum Gouverneur von Curaçao, Aruba und Bonaire berufen. Bei einem fehlgeschlagenen Angriff auf das damals von Spanien besetzte St. Martin wurde sein rechtes Bein durch eine Kanonenkugel so schwer verletzt, dass es unterhalb des Knies amputiert werden musste. Er trug seitdem eine Holzprothese, die ihm die Spitznamen „Peg Leg Pete“ oder auch „Old Silver Nails“ (wegen der Silbernägel, mit denen das Holzbein beschlagen war) einbrachte.

### Generaldirektor der W.I.C. in Nieuw Nederland

#### Amtseinführung
1644 kehrte er in die Niederlande zurück. Zwei Jahre später ernannte man ihn zum Generaldirektor von Neu-Niederlande. Er erhielt den Auftrag, den wirtschaftlichen Ertrag der Kolonie zu verbessern und die Feindseligkeiten mit den Indianern zu beenden. Seinen Amtseid legte er am 28. Juli 1646 ab und machte sich auf die Reise nach Amerika, wo er am 11. Mai 1647 eintraf.
Zwei Wochen später fand die offizielle Amtseinführung statt und Stuyvesant ernannte einen Rat und setzte einen Gerichtshof ein. Als Zugeständnis an den Volkswillen ließ er in einer allgemeinen Wahl 18 Delegierte wählen, aus denen der Gouverneur und sein Rat einen Ausschuss von 9 Vertretern bildeten. Dessen Befugnisse waren allerdings lediglich beratender Natur.

#### Stuyvesants erste Erlasse
Stuyvesant versuchte, als überzeugter Protestant, die Einwanderung von Juden und englischen Quäkern zu verhindern. Zu seinen ersten Erlassen gehörten die absolute Einhaltung der Sonntagsruhe, und er verbot den Verkauf von Alkohol und Waffen an die Indianer. Ferner richtete er sein Augenmerk darauf, die Einkünfte der Kolonie zu schützen und zu mehren. Zu diesem Zweck erhöhte er die Steuern auf Importwaren.
Um die Verhältnisse in der Kolonie zu verbessern, sorgte er für den Bau besserer Wohn- und Gasthäuser, etablierte einen Markt sowie eine jährliche Viehmesse und regte die Gründung einer öffentlichen Schule an.

#### Widerstände
Die ersten beiden Jahre als Gouverneur in Neu-Niederlande verliefen nicht ohne Widerstände gegen Stuyvesant. Einerseits kam es zu Streitigkeiten mit den Großgrundbesitzern. Die „Patroons“ wollten sich in ihren Rechten nicht von Stuyvesant beschränken lassen. Sie behinderten den Handel der Kolonie und weigerten sich, sich seiner Autorität unterzuordnen. Auf der anderen Seite hatte Stuyvesant mit dem Rat zu kämpfen, der häufig anderer Auffassung war. Dies gipfelte in einem Beschwerdeschreiben des Rates an den Statthalter in den Niederlanden, der daraufhin Stuyvesant nach Holland bestellte. Da diese Anordnung allerdings nicht von der Amsterdamer Kammer der Kompanie bestätigt worden war, weigerte sich Stuyvesant, ihr Folge zu leisten. Hinzu kam, dass viele Bürger unzufrieden waren, weil man den Eindruck hatte, dass er die Geschicke der Kolonie sehr despotisch lenke und primär die Interessen der Kompanie verfolge.

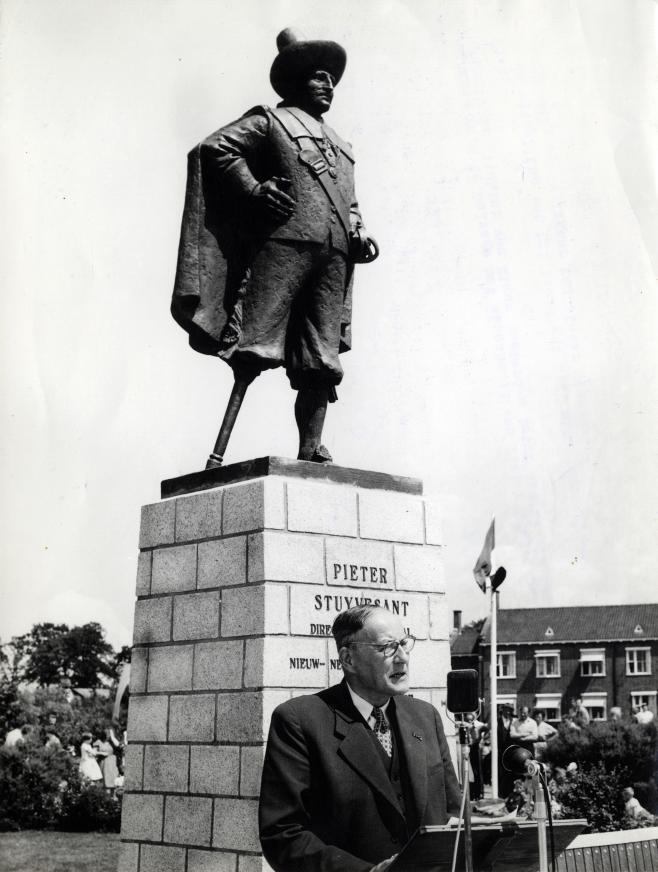
Der niederländische Minister Kernkamp bei der Enthüllung eines Stuyvesant-Denkmals in Wolvega, 1955

#### Erfolge
Währenddessen gelang es Stuyvesant allerdings, wirtschaftliche Erfolge zu verbuchen. So sicherte er der Kolonie 1648 das Privileg für den Handel mit Brasilien und 1652 für den Sklavenhandel mit Afrika. Ab 1652 hatte sich die Hauptsiedlung der Kolonie auf der unteren Südspitze Manhattans ausgedehnt. Stuyvesant ließ im Norden einen Schutzwall errichten – die heutige Wall Street – und in der Siedlung die Straßen befestigen und ein Krankenhaus errichten.

#### Nieuw Amsterdam erhält Stadtrechte
Trotz der sichtbaren Erfolge kam es immer wieder zu Streitigkeiten über die Grenzen der Kompetenz des Gouverneurs, und die Siedler forderten mehr Rechte. 1653 sprach sich eine Versammlung – bestehend aus zwei Abgeordneten für jede Siedlung in Nieuw Nederland – für Reformen aus. Stuyvesant befahl der Versammlung, sich aufzulösen und lehnte ihre Forderungen kategorisch ab.
Da man sich in der Kolonie nicht einigen konnte, wurde im Mutterland eine neue Regelung für die Verwaltung der Kolonien erarbeitet. Es wurde beschlossen, eine Gemeindeverwaltung einzurichten. Als Folge erhielt Nieuw Amsterdam am 2. Februar 1653 die Stadtrechte. Als Vorbild der Neuordnung diente die Verwaltung in den Niederlanden. Stuyvesant sah darin keine Einschränkung seiner Macht und fuhr fort, die Kolonie nach seinem Gutdünken zu lenken. Allerdings musste er sich dem Druck der Westindischen Kompanie beugen, zu deren Mitbesitzern auch reiche Amsterdamer Juden gehörten, und erlaubte die Einwanderung von Juden. 1657 akzeptierte Stuyvesant den Antrag einiger Juden, als Bürger volle Rechte und Pflichten zu erlangen. Die Einwohnerzahl stieg unter seiner Verwaltung auf 1500 Menschen. Der Wettbewerb zwischen Holländern, Franzosen und Engländern im Pelzhandel wuchs.

#### Konflikt mit der schwedischen Kolonie
Neben den Niederlanden hatten auch die Schweden eine Kolonie am Delaware River gegründet. Stuyvesants Vorgänger Willem Kieft hatte sich um eine friedliche Koexistenz bemüht und freundschaftliche Beziehungen unterhalten, da er die eigentliche Bedrohung in den Engländern sah. Stuyvesant verfolgte eine andere Strategie.
Die schwedischen Besitzungen teilten die Neu-Niederlande und machten sie dadurch angreifbarer, deshalb zielte er von vornherein darauf ab, die schwedischen Forts zu besiegen und die schwedische Kolonie zu erobern. Zu diesem Zweck ließ er 1651 „Fort Casimir“ errichten. Er plante das schwedische „Fort Christina“ zu umzingeln, aber der Plan schlug fehl, denn die Schweden eroberten ihrerseits im Jahr 1654 „Fort Casimir“ und nannten es fortan „Fort Trefalddighet“. Stuyvesant sammelte seine Kräfte und besiegte die Schweden im August 1655 mit seinen Truppen endgültig. Neuschweden existierte nicht mehr. Die Niederländer besetzten die ehemaligen schwedischen Forts und benannten die Gegend in Neu-Amstel um.

#### Konflikte mit den Indianern: Der „Pfirsich-Krieg“
Während seiner Abwesenheit kam es in der Kolonie zu Überfällen durch Indianer. Der Legende nach wurde der Konflikt durch die Ermordung einer Indianerin durch einen niederländischen Siedler ausgelöst. Sie hatte einen Pfirsich aus einem Baum auf seiner Plantage gepflückt und er hatte sie dafür erschossen. Es gibt auch die Meinung, dass der Angriff der Indianer eine direkte Reaktion auf den Überfall Stuyvesants auf Neuschweden war.
Die Indianer nutzten die Abwesenheit Stuyvesants und seiner Truppen, die mit dem Kampf gegen die Schweden beschäftigt waren, um die fast wehrlose Kolonie zu überfallen. Drei Tage lang griffen ungefähr fünfhundert Krieger die Gegenden Hoboken, Pavonia und Staten Island an. Im Pfirsich-Krieg starben circa einhundert Siedler, unter ihnen auch Adriaen van der Donck. Weitere einhundertfünfzig wurden gefangen genommen und viele Häuser wurden zerstört.
Nachdem Stuyvesant zurückgekehrt war, bemühte er sich um eine Lösung des Konflikts und begann Verhandlungen mit den Häuptlingen. Es gelang ihm zunächst, die Gefangenen gegen Lösegeld frei zu bekommen. Im Verlauf weiterer Unterredungen konnten die Streitigkeiten beigelegt werden.
Am 30. Januar 1658 traf sich Stuyvesant mit Häuptlingen der Stämme aus der Gegend um den Hudson River, um über den Kauf von Land zu verhandeln. Er erwarb das gesamte Gebiet zwischen dem Hackensack River und dem Hudson River, von Weehawken und Secaucus bis zum „Kill van Kull“. Aus diesem Landkauf ergab sich die Gründung der Ortschaft Bergen im Jahr 1660 (hieraus sollte später Jersey City entstehen). Die Siedlung wurde mit einer Holzpalisade umgeben, um die Bewohner vor Indianerangriffen zu schützen. Diese Gegend ist heute der „Bergen Square“ in Jersey City.
Im März des Jahres 1660 wurde schließlich ein formaler Friedensvertrag unterzeichnet.
Nach dieser Krise ordnete Stuyvesant an, dass die Siedler um Pavonia eine feste – gut zu verteidigende – Siedlung errichten sollten, anstatt weiter auf isolierten Höfen zu leben. 1662 ließ er den englischen Quäker John Bowne verhaften, was weitere Verstimmungen mit der Westindischen Kompanie und den Engländern zur Folge hatte.

#### Angriff der Engländer und Verlust der Kolonie
1664 übertrug König Karl II. von England seinem Bruder James, dem Duke of York, eine große Landfläche in den amerikanischen Kolonien – einschließlich Nieuw Nederlands. Ziel war es, die Lücke an der Nordostküste in den amerikanischen Besitzungen zu schließen, und so trafen am 27. August 1664 vier englische Kriegsschiffe unter dem Kommando von Captain Richard Nicolls im Hafen von Nieuw Amsterdam ein. Am 30. August forderten die Engländer Stuyvesant zur Übergabe der Kolonie auf. Man versprach allen, die die Herrschaft der englischen Krone anerkennen würden, Leben, Land und Freiheit.
Obwohl Stuyvesant zur Verteidigung gewillt war, sah er sich wegen des mangelnden Rückhalts in der Bevölkerung zur Kapitulation gezwungen und unterzeichnete am 6. September den Übergabevertrag, zwei Tage später wurde die Kolonie offiziell übergeben. Der Befehlshaber der englischen Flotte wurde vom Stadtrat zum Gouverneur ernannt und die Stadt erhielt zu Ehren des Duke of York den neuen Namen New York.

### Die letzten Jahre
1665 reiste Stuyvesant noch ein letztes Mal in die Niederlande, um Bericht zu erstatten und sich zu verantworten. Anschließend kehrte er nach Amerika zurück, wo er den Rest seines Lebens auf einem großen Anwesen außerhalb New Yorks verbrachte. Sein Haus stand ungefähr dort, wo heute die 8th Street verläuft. Er besaß außerdem ein zweites Haus, das in der Straße in New York stand, die heute seinen Namen trägt.